# الأضارع
الأضارع هي مركز في شمال المملكة العربية السعودية وتبعد عن محافظة دومة الجندل 30 كيلومترا، وهي من مراكز منطقة الجوف وتقع تحت جبل الأضارع والذي سميت باسمه. وبدأ المواطنون في الاستيطان بالأضارع في العام 1397هـ.

## التسمية
تنسب الأضارع إلى جبل ضارع الواقع إلى الغرب من مركز الأضارع، وقد ورد ذكر ضارع قديما في الشعر العربي، حيث ذكرها المتنبي في شعره عندما كان قادما من مصر متجها إلى العراق فمرّ في هذه المنطقة وقال فيها:
ولاح الشغور لها والضحى *** ولاح لها صور والصباح
وغادى ضارع ثم الدنا *** ومسى الجميعي دئداؤها
أحم البلاد خفي الصوى *** فيا لك ليلا على أعكش

## الموقع
تقع الأضارع إلى الغرب من محافظة دومة الجندل بحوالي 30 كم على الطريق الدولي المتجه إلى القريات وتبوك، وهي من المراكز التابعة لمحافظة دومة الجندل بمنطقة الجوف، وتضم مركز الإمارة والمركز الصحي ومدارس للبنين والبنات، وتعد الأضارع من أفضل المناطق الزراعية، إذ تحيط بها المزارع من جميع الجهات، وتقع محمية حرة الحرة والحماد شمالا عن الأضارع وجبال الطويل والنفود جنوبا عن الأضارع.

## الخدمات
يوجد مركز إمارة ومخفر شرطة ومكتب خدمات بلدية ومقر للاحتفالات والأعراس ومدرسة ابتدائية ومتوسطة وثانوية للبنين والبنات وروضة حكومية وأهلية وجمعية بر خيرية ولجنة تنمية أهلية ومركز صحي حكومي، ويعد مركز الأضارع من أفضل المناطق الزراعية في المنطقة، إذ تحيط به المزارع من جميع الجهات، وينتج جميع المحاصيل الزراعية، كما أنه من أفضل أماكن الرعي في المنطقة حيث حرة الحرة والحماد شمالاً وجبال الطويل والنفود الكبير جنوبا.